# 아이슬란드 항공
아이슬란드 항공(영어: Iceland air)은 아이슬란드의 항공 회사로 허브 공항은 케플라비크 국제공항이 있다.

## 역사
1937년 아이슬란드 북부 해안에 있는 항구도시 아퀴레이리에서 플러그 펠라그 아퀴레이라(Flugfélag Akureyrar)란 이름으로 설립했다. 이후 1943년 본사를 아이슬란드의 수도인 레이캬비크로 옮기고 회사 이름을 플러그 펠락 아이슬란드로 바꿨다. 1945년 최초로 스코틀랜드와 덴마크를 오가는 국제선을 운항하기 시작했다. 1973년 아이슬란드의 저가 항공사인 아이슬란드 에어라인을 인수했다. 두 회사는 각자 법인을 유지한 채 한 지주회사 산하로 편입돼 계열사가 됐다. 이듬해 회사 이름을 현재의 사명으로 변경했다. 1987년 창사 50주년을 맞아 보잉 757-200, 보잉 737-400을 도입했다. 2009년 최초로 미국 노선이 신설되어 시애틀에 취항했다.

## 운항 노선
- 2012년 7월 기준으로 아이슬란드 항공은 다음과 같은 노선을 운항하고 있다.

### 코드쉐어 협정
- 아이슬란드 항공은 다음과 같은 항공사에 코드쉐어 협정을 하고 있다.

| - 스칸디나비아 항공 (스카이팀) - 알래스카 항공 (원월드) - 제트블루 항공 - 핀에어 (원월드) |

## 보유 기종

### 현재 보유 중인 기종
- 2021년 3월 기준으로 아이슬란드 항공은 다음과 같은 기종을 보유하고 있으며 평균 기령은 15.8년이다.[4][5]

### 퇴역 기종
- 아이슬란드 항공은 다음과 같은 기종을 보유하였다.[5]

## 사진

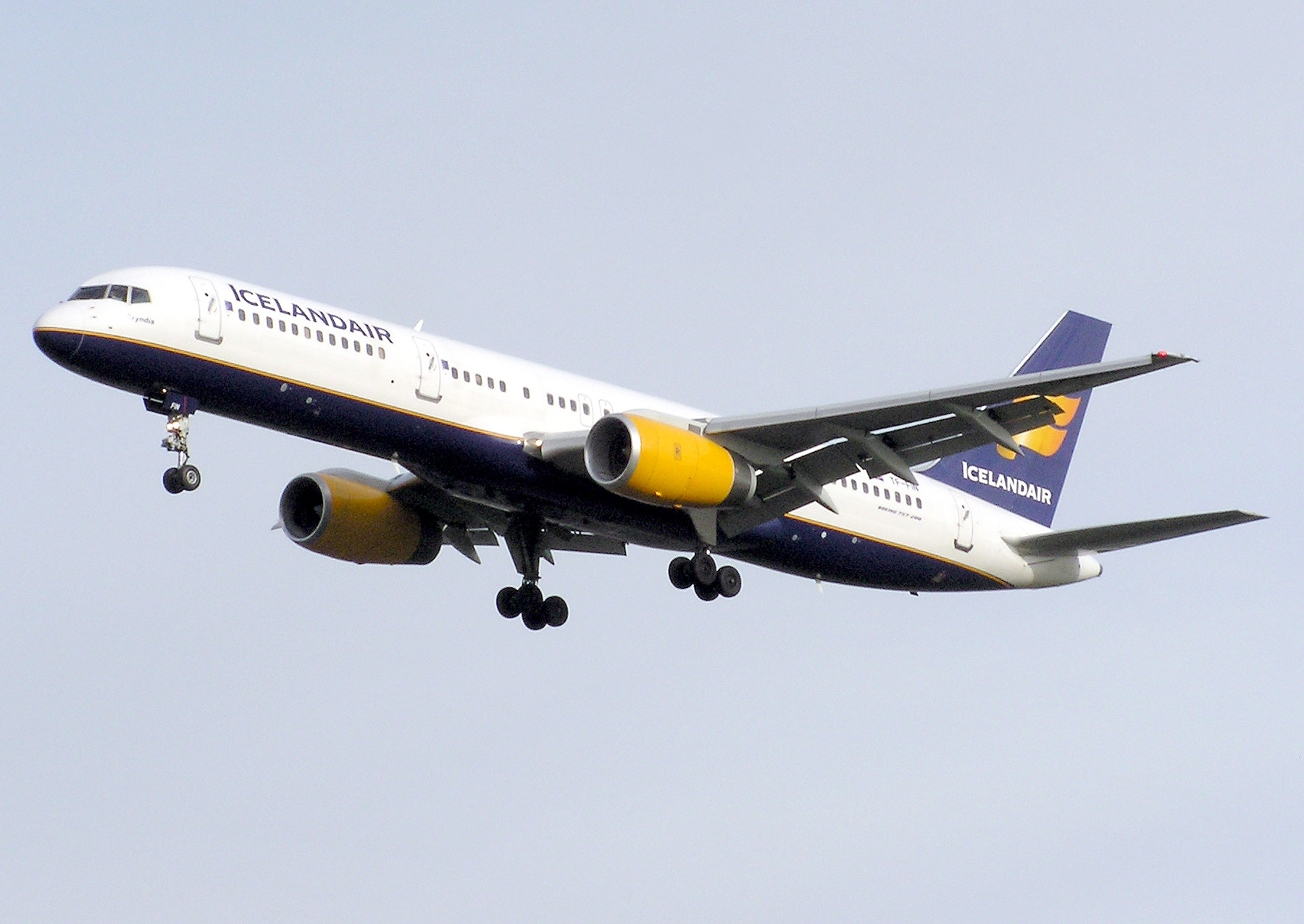
아이슬란드 항공의 보잉 757-200
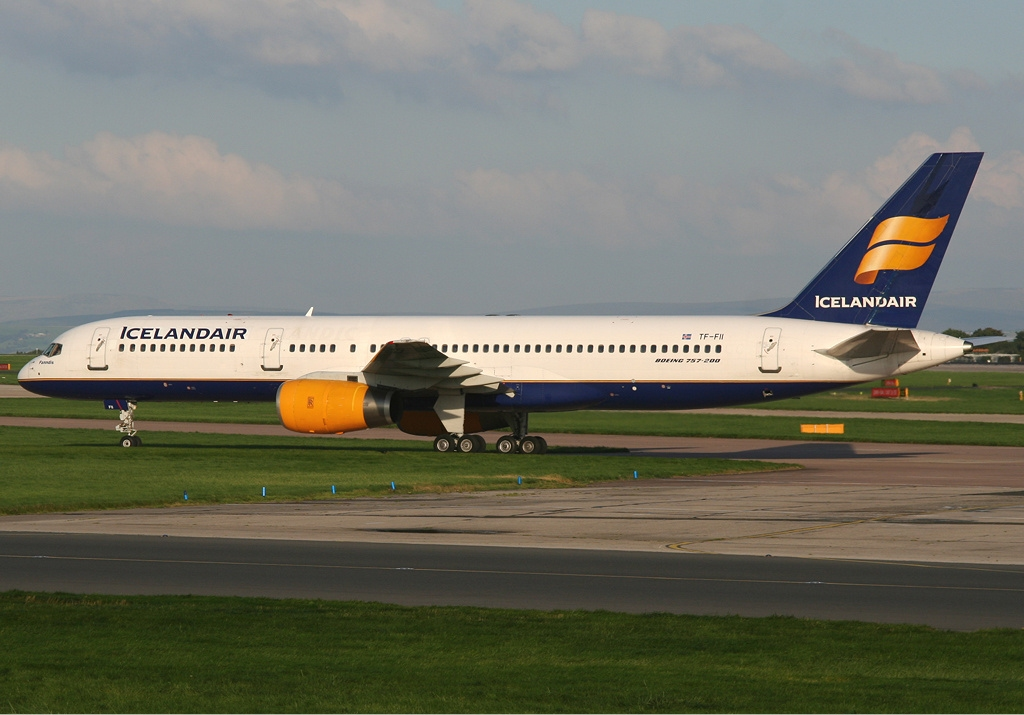
아이슬란드 항공의 보잉 757-200
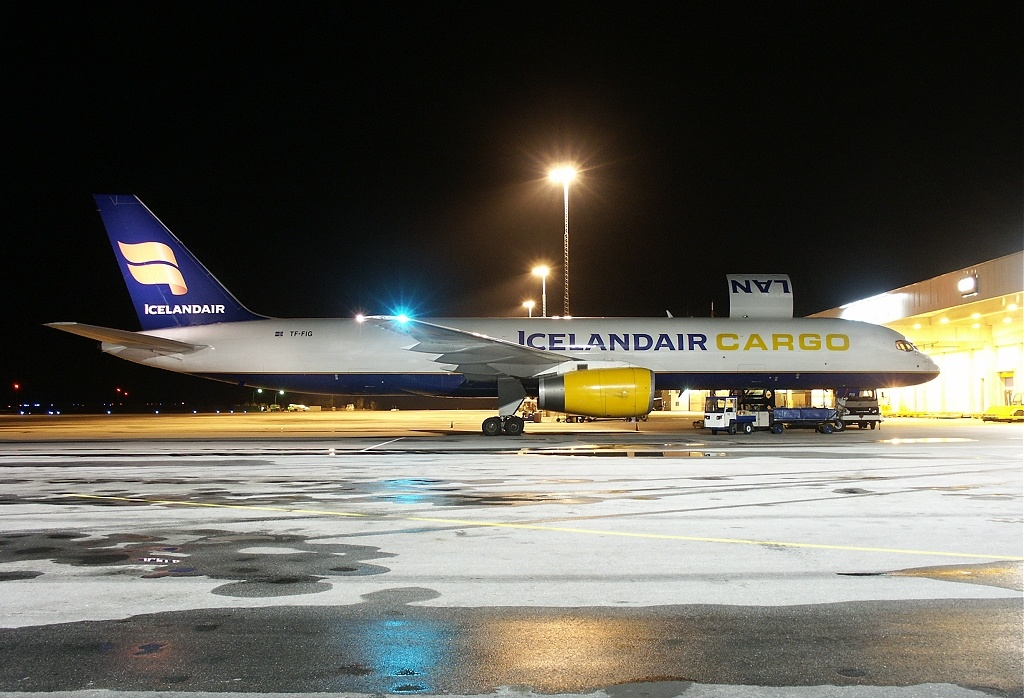
아이슬란드 항공의 보잉 757-200F